# Farma (1. sezona)
Prva sezona hrvatskog reality showa Farma prikazivala se od 9. ožujka do 6. lipnja 2008. na Novoj TV. Pobjednik sezone je Rafael Dropulić.

## Voditelji
- Mia Kovačić
- Davor Dretar Drele

### Mentor
- Josip Tučkorić – Joža

## Tijek sezone

### Događaji
Prvog dana na farmu je došlo 14 stanara (farmera). To su uglavnom poznate osobe i osobe iz javnog života. 
Svakog tjedna farmeri napreduju u razvoju farme i izvršavaju zadatke koje im je zadao i objasnio farmer mentor. Na taj način mogu dobiti životinje za koje se kasnije moraju brinuti. Osim životinja, dobivaju i biljne kulture. Jednom na tjedan svi se skupljaju na obiteljski sastanak na kojem svatko može anonimno napisati što misli o nekomu ili nečemu.
U dvoboju su se u 4. tjednu sukobili Lupino i Alen, a pobijedio je Lupino. Poslije duela došlo je do fizičkog sukoba između Lupina i Stipe, pa su obojica diskvalificirana, a Alen je ostao na farmi. 
U početku 5. tjedna stanari su dobili vijest da na farmu dolazi nekoliko novih farmera, a već na početku drugog to se i dogodilo. Na farmu su stigli Nataša Bebić, Neno Pavinčić, Jura Gašparac te Slađana Petrušić. 
Od 7. tjedna su za sluge mogli biti izabrani dva muškarca ili dvije žene, a dopušteni su i muško-ženski dvoboji (samo u znanju). U 7. tjednu Slađa je prekršila jedno od glavnih pravila farme i prenijela neke informacije iz vanjskog svijeta. Kažnjena je time što je postala prva duelistica, a pošto je nastavila davati informacije poslana je u izolaciju. Takvu kaznu je odbila i svojom voljom napustila show.
U finalu su ostali Dvina, Ivana, Jelena i Rafo, a u istom tjednu pridružili su im se svi bivši stanari (osim diskvalificiranih Stipe i Lupina). To je bio i tjedan biranja naj-farmera u nekoliko područja. S najviše glasova gledatelja pobijedio je Rafo, druga je bila Jelena, treća Ivana, a četvrta Dvina.

### Farmeri
- Rafael Dropulić - napustio farmu u 13. tjednu, pobjednik
- Jelena Urukalo - napustila farmu u 13. tjednu, finalistica
- Ivana Marić - napustila farmu u 13. tjednu, finalistica
- Dvina Meler - napustila farmu u 13. tjednu, finalistica
- Alen Macinić - napustio farmu u 12. tjednu
- Neno Pavinčić - došao na farmu u 6. tjednu, a napustio ju u 11.
- Stefany Hohnjec - napustila farmu u 10. tjednu
- Hana Hadžiavdagić - napustila farmu u 9. tjednu
- Aleksandra Grdić - napustila farmu u 8. tjednu
- Jura Gašparac - došao na farmu u 6. tjednu, a napustio je u 7.
- Slađana Petrušić - došla na farmu u 6. tjednu, a svojevoljno je napustila u 7.
- Nataša Bebić - došla na farmu i napustila je u 6. tjednu
- Davorin Bogović - napustio farmu u 5. tjednu
- Stipe Drviš - diskvalificiran u 4. tjednu zbog fizičkog sukoba s Lupinom
- Ivan Lepen Lupino - diskvalificiran u 4. tjednu zbog fizičkog sukoba sa Stipom
- Josipa Pavičić - napustila farmu u 3. tjednu
- Boris Kosmač - napustio farmu u 2. tjednu
- Fuad Backović Deen - napustio farmu u 1. tjednu

### Tjedne uloge
Svakog tjedna jedan od farmera postaje gazda farme i on daje zadatke ostalima. Njegov, ali i rad svih ostalih stanara nadzire farmer mentor. Gazda u svakom tjednu izabire slugu i sluškinju, a jedno od njih, također njegovom odlukom, na kraju tjedna postaje prvi duelist. Drugog duelista izabiru gledatelji telefonskim glasovanjem. Pobjednik u dvoboju ostaje na farmi, osim ako dođe do nekakve izvanredne situacije.
Tamnijom bojom u tablici označen je duelist koji je izgubio u dvoboju.
| Tjedan        | 1.    | 2.      | 3.         | 4.     | 5.      | 6.         | 7.         | 8.         | 9.      | 10.     | 11.   | 12.    |
| ------------- | ----- | ------- | ---------- | ------ | ------- | ---------- | ---------- | ---------- | ------- | ------- | ----- | ------ |
| Gazda         | Alen  | Hana    | Ivana      | Hana   | Stefany | Ivana      | Dvina      | Hana       | Jelena  | Dvina   | Rafo  | Jelena |
| Sluga         | Boris | Boris   | Alen       | Lupino | Davorin | Jura       | Jura       | Neno       | Dvina   | Neno    | Neno  | Rafo   |
| Sluga         | Ivana | Stefany | Josipa     | Ivana  | Hana    | Nataša     | Neno       | Ivana      | Hana    | Jelena  | Alen  | Dvina  |
| Prvi duelist  | Boris | Boris   | Josipa     | Lupino | Davorin | Nataša     | Jura       | Ivana      | Hana    | Neno    | Neno  | Dvina  |
| Drugi duelist | Deen  | Alen    | Aleksandra | Alen   | Alen    | Aleksandra | Aleksandra | Aleksandra | Stefany | Stefany | Dvina | Alen   |

## Gledanost
Premijerna epizoda sezone, prikazana 9. ožujka 2008., ostvarila je udio gledanosti od 35,6 % i bila je najgledanija emisija toga dana.

## Vanjske poveznice
- Službena stranica
- Farma u internetskoj bazi filmova IMDb-a